# Війчик чорнощокий
Війчик чорнощокий (Abroscopus schisticeps) — вид горобцеподібних птахів родини Cettiidae.

## Поширення
Вид поширений в Непалі, Ассамі, Бутані, на північному сході Бангладеш, М'янмі, на півночі В'єтнаму та півдні Китаю. Його природними середовищами існування є субтропічний або тропічний вологий низинний ліс та субтропічний або тропічний вологий гірський ліс.

## Опис
Дрібні, досить стрункі птахи з широким дзьобом. Тіло завдовжки 10 см, вага 6 г. Оперення оливкове. Брови та горло жовті, лицьова маска чорна.

## Спосіб життя
Полює на дрібних комах.

## Підвиди
- Abroscopus schisticeps flavimentalis (E. C. S. Baker, 1924) — Бутан, північний схід Індії, південь Китаю, захід М'янми;
- Abroscopus schisticeps ripponi (Sharpe, 1902) — північна та східна М'янма, південний Китай, північно-західний В'єтнам;
- Abroscopus schisticeps schisticeps (J. E. Gray & G. R. Gray, 1847) — Непал, Північна Індія.